# سك الزوايا
سُكّ الزوايا ( بسبب وجود حُدييبات على شكل الزوايا) (الاسم العلمي Araneus angulatus)، نوع عناكب من جنس السك وينتمي إلى فصيلة العنكبوت الغازل المداري. يشبه عنكبوت الحديقة الأوروبي. أعطانه أوروبا والمنطقة القطبية الشمالية القديمة.